# Hortipes schoemanae
Hortipes schoemanae là một loài nhện trong họ Corinnidae.
Loài này thuộc chi Hortipes. Hortipes schoemanae được miêu tả năm 2000 bởi Bosselaers & Rudy Jocqué.